# Bulbinela
Bulbinela (lat. Bulbinella), rod vazdazelenih trajnica iz porodice čepljezovki. Postoji 25 priznatih vrsta raširenih po južnoj Africi i Novom Zelandu Žive kao geofiti i hemikriptofiti,

## Vrste
1. Bulbinella angustifolia (Cockayne & Laing) L.B.Moore
2. Bulbinella barkerae P.L.Perry
3. Bulbinella calcicola J.C.Manning & Goldblatt
4. Bulbinella cauda-felis (L.f.) T.Durand & Schinz
5. Bulbinella chartacea P.L.Perry
6. Bulbinella ciliolata Kunth
7. Bulbinella divaginata P.L.Perry
8. Bulbinella eburniflora P.L.Perry
9. Bulbinella elata P.L.Perry
10. Bulbinella elegans Schltr. ex P.L.Perry
11. Bulbinella floribunda (Aiton) T.Durand & Schinz
12. Bulbinella gibbsii Cockayne
13. Bulbinella gracilis Kunth
14. Bulbinella graminifolia P.L.Perry
15. Bulbinella hookeri (Colenso ex Hook.) Mottet
16. Bulbinella latifolia Kunth
17. Bulbinella modesta L.B.Moore
18. Bulbinella nana P.L.Perry
19. Bulbinella nutans (Thunb.) T.Durand & Schinz
20. Bulbinella potbergensis P.L.Perry
21. Bulbinella punctulata Zahlbr.
22. Bulbinella rossii (Hook.f.) Mottet
23. Bulbinella talbotii L.B.Moore
24. Bulbinella trinervis (Baker) P.L.Perry
25. Bulbinella triquetra (L.f.) Kunth

## Sinonimi
- Chrysobactron Hook.f.